# 洛雷托 (明尼蘇達州)
洛雷托（英語：Loretto）是一個位於美國明尼蘇達州亨內平縣的城市。

## 人口
根據2020年美國人口普查的數據，洛雷托的面積為0.67平方千米，當中陸地面積為0.67平方千米，而水域面積為0.00平方千米。當地共有人口646人，而人口密度為每平方千米964人。